# Distretto di Kurunegala
Il distretto di Kurunegala è un distretto dello Sri Lanka, situato nella provincia Nord-Occidentale e che ha come capoluogo Kurunegala.